# KFNB IIb 3
Die Dampflokomotivreihe KFNB IIb 3 war eine Schnellzug-Schlepptenderlokomotive der Kaiser Ferdinands-Nordbahn (KFNB).
Die Lokomotivfabrik der StEG lieferte 1880 acht Zweizylinder-Nassdampf-Lokomotiven mit der Achsformel 1B an die KFNB.
Die Maschinen hatten die Namen LEOPOLDAU, BÖLTEN, POLESCHOWITZ, LODYGOWICE, NIMLAU, DRAHOTUSCH, GRÜGAU und RABENSBURG mit den Nummern 176–183 und wurden zunächst als Reihe IVc und ab 1881 als Reihe IIb3 bezeichnet.
Die Lokomotiven hatten Außenrahmen mit glatten Kurbeln und angeschmiedete Gegenkurbeln.
Die Maschinen waren für den Eilzugsverkehr Prerau–Mährisch Ostrau geplant, waren allerdings dafür bald zu schwach, sodass sie vor Personenzügen Wien–Brünn und Wien–Marchegg eingesetzt wurden.
Bei den k.k. österreichischen Staatsbahnen (kkStB) bildeten die acht Lokomotiven die Reihe 207.
Nach dem Ersten Weltkrieg kamen die 207.01–04 zu den PKP und die 207.05–08 zu den BBÖ, die sie 1925 ausschied.